# Bois d'Arpes et de l'Hôpital
Bois d'Arpes et de l'Hôpital este o arie protejată (arie specială de conservare — SAC, sit de importanță comunitară — SCI) din Belgia întinsă pe o suprafață de 139,33 ha, integral pe uscat.

## Localizare
Centrul sitului Bois d'Arpes et de l'Hôpital este situat la coordonatele 50°35′13″N 4°16′46″E / 50.587036°N 4.279414°E.

## Înființare
Situl Bois d'Arpes et de l'Hôpital a fost declarat sit de importanță comunitară în octombrie 2002 pentru a proteja 2 specii de animale. Situl a fost protejat și ca arie specială de conservare în decembrie 2016.

## Biodiversitate
Situată în ecoregiunea atlantică, aria protejată conține 5 habitate naturale: Cursuri de apă de la nivel de câmpie la nivel montan, cu vegetație Ranunculion fluitantis și Callitricho-Batrachion, Fânețe de joasă altitudine (Alopecurus pratensis, Sanguisorba officinalis), Păduri de fag acidofile atlantice, cu subarboret de Ilex și, uneori, de asemenea, Taxus, la nivelul arbuștilor (Quercion robori-petraeae sau Ilici-Fagenion), Păduri de fag Asperulo-Fagetum, Păduri aluvionare cu Alnus glutinosa și Fraxinus excelsior (Alno-Padion, Alnion incanae, Salicion albae).
La baza desemnării sitului se află mai multe specii protejate de  mamifere (2): liliac de iaz (Myotis dasycneme), liliac cărămiziu (Myotis emarginatus).
Pe lângă speciile protejate, pe teritoriul sitului au mai fost identificate 3 specii de amfibieni, 2 specii de mamifere.